# Cheskīn
Cheskīn (persiska: چسكين, چِكين, چَسگين, چيسكين, چِسگين, چِگين) är en ort i Iran.   Den ligger i provinsen Qazvin, i den nordvästra delen av landet, 140 km väster om huvudstaden Teheran. Cheskīn ligger 1 415 meter över havet och antalet invånare är 480.
Terrängen runt Cheskīn är platt åt nordost, men åt sydväst är den kuperad.Runt Cheskīn är det ganska tätbefolkat, med 108 invånare per kvadratkilometer. Närmaste större samhälle är Shāl, 19,4 km norr om Cheskīn. Trakten runt Cheskīn består i huvudsak av gräsmarker.